# ان‌جی‌سی ۵۵۰۲
ان‌جی‌سی ۵۵۰۲ (انگلیسی: NGC 5502) یک کهکشان مارپیچی در صورت فلکی دب اکبر، است.